# 천안 전투
천안 전투는 한국 전쟁 초기 천안에서 치러진 전투로, 미국의 스미스 부대가 오산 전투의 서전에서 패한 뒤로 윌리엄 F. 딘 소장이 이끄는 미 제24사단의 주력이 축차 투입되어 경부 국도상에서 벌이는 지연전을 취급하였다.
즉 7월 5일에 평택-안성 전투에서 제34연대의 일부가 북한군과의 교전을 신호로 한 이래로 국도를 선혈로 물들이는 치열한 각축전이 시작된 것이며, 그리하여 제21연대와 더불어 천안-전의조치원을 연하는 선을 중심으로 일진일퇴케 된 결과, 7월 12일에 마침내 금강 남안 쪽으로 물러서게 되는 것이 그 경과의 대요이다.

## 작전계획
사단장 윌리엄 F. 딘 소장은 스미스 부대를 오산 부근으로 투입할 당시 까지만 하여도, 그 역시 북한군의 전력을 대수롭지 않을 것으로 오판한 결과, 오산 북쪽에서 동 부대가 북한군을 능히 조지하여 시간을 얻게 된다면 그 동안 후속할 제34연대를 안성-평택선에 전개하여 이 연대로써 적의 남진을 충분히 막아낼 수 있으리라고 판단한 듯하였다.
그리하여 7월 4일 오후, 제34연대 1대대가 연대의 선발대로 먼저 대전에 도착하자, 사단장은 우선 이 대대로써 평택 부근에 축차 진지를 급편케 함으로써 스미스 부대의 철수에 따른 엄호와 수용임무를 아울러 맡도록 응급조치한 다음.
7월 5일 새벽에 제 3대대와 연대본부가 당도하게 되자 동 연대장 제이 B. 러브리스 대령에게 이르기를,
| 긴급명령 |
| 『①한강을 도하한 적은 기갑부대와 함께 수원 부근에서 남하중이며, 스미스 특수임무부대가 오산 부근에서 그들을 조치할 것이다. <bt> ②귀연대의 제1대대는 평택 부근에서 진지를 점령중일 것이다. ③제3대대로써 안성을 확보토록 하라. ④연대 지휘소는 성환에 위치하라.』 제34연대장 대령 제이 B. 러브리스 |

라고 세부사정까지 지시하였다.
그런데 이와 같이 사단장이 안성-평택선에 방어선을 펴기로 한 것은, 당시 평택-성환-천안의 경부국도의 방어에 주안을 둔 사단의 당면한 임무로 보아, 다음과 같은 이유에서 일 것으로 풀이된다.
첫째, 평택은 금강이북지역에서 국도의 방어에 가장 유리한 지형이라고 판단한 듯하니, 그 서쪽은 아산만에 연하는 안성천이 자연적으로 평택의 서측방을 방어하는 형세이고, 동쪽의 안성과의 사이에는 남북의 종단도로가 빈약하므로 적의 공격축이 오산-평택의 국도상으로 지향되리라 내다 본 것이다. 따라서 북한군의 입장에서는 정면공격 외에 이에 대하여 달리 우회 포위가 어려울 것이니 만큼 아방으로서는 그야말로 일부당관의 요충이라고 말할 만 한 곳이라는 것이다.
둘째, 안성은 경기와 충청내륙을 잇는 교통의 요지이니 안성-천안의 안성의 안성선 철도의 시발점이자, 동북으로 장호원, 동남으로 진천, 서남으로 성환과 천안, 서쪽으로 평택, 북쪽으로 용인과 오산으로 연결되는 방사선도로의 축심지역이다. 그러므로 북한군이 안성을 수중에 넣게 되면 그 일대의 평야를 장악하게 될 뿐만 아니라 그곳에서 성환이나 천안으로 직충하여 국도의 동측방을 협위할 수 있다, 아울러 금천-청주로 빠지는 길목을 확보하게 되는 것이다.
셋째, 2개 대대의 연대 담당정면으로서는 매우 광대하여 병력을 분산 사용하는 폐가 심하지만 견제와 억유로서 축차저항 한다면 사단주력의 진출까지 필요한 시간을 능히 얻을 수 있을 것이다.
따라서 사단장은 안성-평택선을 잃게 되면, 그 금강이북 지역에서는 적과의 결전을 시도하기 위한 본방어선을 편성하기 어렵다고 판단한 것으로 보인다.
이에 따라, 연대장 러브리스 대령은 낮 중으로 연대본부를 성환 읍내에 개설하는 가운데 데이비드 H. 스미스 중령 (David H. Smith)이 이끄는 제3대대를 안성으로 추진시켜, 장호원과 용인 쪽의 도로를 방어토록 하였는데, 연대에 예비 병력이 없음을 감고하여 동 대대의 L 중대를 뽑아 성환에 예비로 배치하는 한편, 연대의 중박격포 중대 4.2인치 중박격포를 전선의 양 대대에 분할 배속하였다.
그리하여 제 3 대대는 I, K의 2개 중대로써 안성의 동북쪽과 서북쪽의 도로를 지키게 되었고, 제 1대대는 지휘소를 평택 북쪽 외곽의 민가에 개설하고, C중대를 예비로 확보하는 가운데 A, B 양개 중대로써 경부국도의 방어에 임하게 되었다.
그런데 이 무렵부터 일기가 불순하여, 비가 내리는가 하면 안개가 낮게 깔리기도 함으로써 당시 연대의 무전기로서는 성환과 평택 및 안성 사이의 통신소통이 이루어지지 않았고, 유선마저도 피난민에 의하여 노끈 대용품으로서인지 절단이 되는 사례가 잦았던 탓으로 이 역시 거의 불통상태여서, 연대장의 지휘조치가 적기에 이루어질 수 없었으므로 전선대대는 실제로 대대장의 독자적인 판단에 따라 행동할 수 밖에 없는 실정이었다.

## 전투 과정

### 7월 7일
이날 종일, 천안을 중심으로 공방전으로 일관되었다.
사단장의 조치: 전날 밤 천안으로부터 대전에 복귀한 딘 소장은 안성과 평택을 잃은 제34연대로서는 사단 주력과 지원화력의 내착이 이루어지기까지 최대한의 지연 효과를 얻는 것이 급선무라고 판단하고, 밤중으로 동 연대에 『날이 밝은 다음, 1개 중대를 경부국도상으로 북상시켜 북한군과의 접촉을 유지하여 이를 억유하면서 지정토록 하라.』고 명령 하였다.
날이 새자, 사단장은 항공정찰을 강화하여 천안 북쪽의 적정을 수집케 하는 한편, 전선 연대장을 경질키로 결심하고, 로버트 R. 마틴(Robert R. Martin) 대령을 천안으로 올려보내어 그 곳의 전황을 익히도록 하였다.
그런데 마틴 대령은 제2차 세계대전 당시 서유럽 전선의 제44사단에서 사단장과 함께 싸운 지면의 사이로서 평소 딘(Dean) 소장이 그의 과단성과 용감성을 높이 평가하고 있던 터이라 동 소장이 한국전선으로 떠나면서 극동사령부에 그의 전입 요청을 한 것이며, 그에 따라 전날에 일본에서 대전으로 도착한 것이다.
사단장은 가이 S. 멜로이 주니어 대령이 이끄는 제19연대가 대구에 도착하는 대로 그곳에 예비로 남게하고, 리차드 W. 스테픈스가 이끄는 제21연대를 대전으로 집결케 한 바, 동 연대가 정오 무렵에 대전에 당도하였으므로 즉시 조치원으로 추진하여 전선의 제34연대를 지원 하였다.
그런데 이때 제24사단장 딘 소장은 사단의 전 병력을 대전 정면에 집중 사용코자 하였지만, 그에 앞서 그는 7월 4일부로 주한미군 총사령관의 직책을 함께 수행하여야 하였던 까닭으로 전선 상황을 고려하지 않을 수 없는 입장이어서 1개 연대를 대구에 배치하게 된 것이다.
그러나 그나마도 이날 극동군사령부로부터 『제 24사단은 1개 대대를 추출하여 정일 비행장(포항)의 공군 제 35전투비행단을 경비케 하라.』는 명령을 받게 되어 대구의 제19연대의 1, 2 양 대대 중 2 대대를 뽑아 급거 포항으로 전진케 함으로써 그 예비 병력마저 두 조각이 나게 되었는데, 당시 동 제35전투비행단은 이 정일 비행장을 기지로 삼기 위하여 1개 대공포대의 경비 하에 활주로 공사를 실시 중에 있었다.
이와 같이 사단장이 좌고우면하는 가운데 한 낮을 넘기게 되자, 오후에 항공정찰결과 다시 보고 되기를 『성환과 천안 부근에 적의 많은 병력이 집결중.』이라고 하였다. 이에 사단장은 안성과 평택을 상실한 시점에서는 천인이 지니는 중요성을 감고하여, 안성과 성환 두 곳의 적이 천안을 목표로 분진 합격할 공산이 짙다고 내다보았으니, 이는 이제 천안을 잃게 되면 당시 국군의 저항 수단이 전혀 마련되어 있지 않은 천안-예산-홍성-장항의 서해안도 마저 개방케 되기 때문이었다.
따라서 사단장은 천안에 바야흐로 혈우가 급박하였다고 판단한 결과 이미 그곳에 나가있는 마틴 대령의 지휘 역량에 한 가닥 기대를 걸기로 하고, 15:00에 부 사단장인 피어슨 멘호르(Pearson Menohor) 준장을 천안에 급파하여, 동 대령으로 하여금 제 34연대의 지휘권을 인수토록 하는 한편 그 연대에 측방의 위협에 대한 주의를 환기시켰다.
제34연대 제3대대의 북진: 한편 전날 밤 1개 중대를 북상시키라는 사단장의 명령에 따라 제34연대장 러브리스 대령은 해가 높이 뜬 다음인 08.10에 아치 L. 스티스(Arechie L. Stith) 중위가 이끄는 제3대대의 L중대에 연대에 정보 수색(I&R) 소대를 배속시켜 천안에서 성환쪽으로 북상케 하였다.
그리하여, 전날 밤중에 안성에서 천안으로 집결한 동 대대의 I, K 양 중대는 동 읍내에서 대기하는 가운데 차량 기동대로 편성된 수색소대의 선도로 L중대가 텅 빈 읍을 지나 경부국도를 따라 북으로 나아갔다.
연대장은 제 3대대의 나머지 주력으로 하여금 L 중대의 뒤를 따르도록 조치하고, 이로 말미암은 천안의 공백을 보전하기 위하여 남쪽의 삼용리 부근에 지연진지를 점령중인 제 1대대의 일부를 뽑아 올려 동북쪽의 안성 도로의 적을 저지토록 하였다.
이리하여 제3대대는 대대장 찰스 B. 스미스 중령이 I, K 양 중대를 지휘하여 정오 무렵에 앞서간 L중대의 뒤를 따라 북상하게 되었으며, 제1대대 역시 대대장 아레스 중령이 C 중대를 이끌고 천안으로 진출하여 안성가도의 적침에 대비하는 진지를 점령케 되었다.
연대장의 교체 : 연대장이 러브리스 대령에서 마틴 대령으로 교체되었는데, 아무런 준비없이 연대를 맡게 된 마틴 대령으로서는 그 지휘에 있어 큰 어려움을 겪었다.

### 7월 8일
드디어 이날 천안마저 상실하게 되었다. 천안에서 일전을 결심한 제34연대장 마틴 대령은 그곳에서 데이비드 스미스 중령이 이끄는 제3연대장와 함께 밤을 세웠다. 전날 밤 자정이 지난 뒤로 삼용리의 연대 지휘소와 천안의 제3대대 사이에 통신이 곧잘 두절되곤 하여 부 연대장 웨드링턴 중령을 비롯한 후방의 지휘소 요원들이 불안과 초조한 가운데 날을 밝히게 되었다.
06:00부터 천안 정면에 북한군의 공격이 재개되었고 성환쪽에서 국도를 타고 들이닥친 6대의 전차를 선두로 북한군 제16, 제18 양 연대가 서북쪽의 경부본도와 동북쪽의 안성가도를 따라 읍내로 돌입하였는데, 이때에 이 전차는 전날 연대가 진전에 800여발에 달하는 대전차 지뢰를 매설한 까닭에 쉽사리 그곳을 넘어서지 못하리라 믿었던 것이지만, 그들은 의외로 그 지뢰 지대를 유유히 통과하여 읍내에 들어서는 즉시로 역 건물과 교회 등 미군이 잠복하였을 것으로 판단되는 모든 건물과 차량들에 포격을 가하였다.
그런데 당시 미군의 지뢰는 단 한발도 촉발되지 않았다고 하는 바, 이는 야음을 타서 북한군이 이를 제거한 것인지, 아니면 잘못 부설되거나 불량품이어서 불발한 것인지는 지금까지도 알 수 없는 미스터리라고 한다.
그리하여 시가전이 전개 되었는데, 제3대대 병사들이 2.36인치 로켓포와 수류탄으로 그 중 2대의 전차를 격파하였으며 로티스 E. 히터(Loetis E. Heater) 일병 같은 병사는 단신으로 다섯 발의 수류탄을 투척하여 그 한 대를 파괴하는 용맹을 보이기도 하였다.
이와 같이 장병들이 사력을 다하여 버팀으로써 천안 읍내에서 2시간 가까이 난전이 벌어지게 되었다. 이렇듯 북한군의 전차가 좁은 읍내에 뛰어들어 폭진함에 따라 지휘 체계가 제 기능을 하지못하게 되자, 무엇보다도 이 전차의 격파가 선결문제라고 판단한 연대장 마틴 대령이 직접 2. 36인치 로켓포를 들고 읍내 한 복판에 전차와 대결하다가 전사하고 말았다.
이때의 그의 탄약수가 되어 연대장을 도와 함께 싸운 연대 S-3 선임하사관 제리 C. 크리스틴슨(Jerry C. Christenson) 상사가 뒷날 당시의 상황을 다음과 같이 술회하였다는 것이다.
| “ | 『연대장은 로켓포의 사수가 되고, 나는 탄약수가 되어 어느 건물 속에서 적의 전차가 나타나기를 기다리고 있었는데, 전차 한 대가 나타나 우리가 있는 건물로 포신을 돌렸다. 그와 때를 같이 하여 연대장이 그 전차를 향하여 포를 조준하고 내가 포탄을 장전하여 피아 양쪽이 거의 동시에 발사하였다. 다음 순간 전차의 85mm 포탄을 맞아 연대장은 몸이 두동강이 나고, 뒤에 있던 나는 그 충격으로 한쪽 눈알이 튀어 나왔다. 나는 아픔을 무릅쓰고 그 눈알을 도로 주워 넣은 다음 정신을 잃고 말았다.』 | ” |

결국 마틴 연대장의 로켓포가 북한군의 전차에 정확한 일격을 가하긴 했지만, 탱크를 파괴하지 못한 채로, 마틴 연대장은 산화하였고, 이때가 08:00이었다.
그리하여 마틴 대령은 제34연대장으로 부임한 하루만에 전사해 7월 11일 미 극동사령부에서 그에게 수훈 십자장 (Distinguished Service Cross)(Distinguished Service Cross)를 수여하여 한국 전쟁 중 연대장으로서 첫 전사자가 된 동시에 첫 DSC 표창자가 되었다.
천안 철수: 연대장의 전사 소식이 알려지자 연대의 전황이 걷잡을 수 없이 악화되었다. 제3대대장 스미스 중령이 동분서주로 부대를 지휘하였으나 계속되는 북한군의 증원으로 말미암아 천안의 포위태세가 굳어짐으로써 더 지탱할 수가 없게 되었다.
이에 09:00를 전후하여 대대장은 하는 수 없이 포병의 연막차장을 요청하고, 병력을 천안에서 철수토록 명령함으로써 현 전선에서 이탈하여 동읍을 빠져나가게 되었으니, 동 대대장이 10:00에 삼용리의 연대 지휘소에 이르러 마침내 기진맥진하여 혼도하였다고 하니, 이로써 이날의 일전양상을 능히 짐작할 수 있을 것이다.
월턴 워커(Walker) 중장의 전선 시찰: 한편 이날 아침 사단장 딘 소장은 천안의 전황을 지켜보고자 대전 시내에 있는 지휘소 상황실에서 철야하였는데, 제34연대의 와해소식이 전하여지기 전인 이른 아침에 주일 미 제8군사령관 워커 중장이 대전에 그 급착하였다.
동 사령관은 사단지휘소에서 상황을 청취한 다음 사단장에게 이르기를 『귀 사단은 곧 지원을 받게 될 것이다. 제8군이 한국으로 이동 중에 있으며, 주력이 도착하는 대로 본관이 주한미군을 지휘하게 될 것이다.』라고 하였다.
사단장의 조치: 이리하여 이제 사단은 천안에서 한 걸음 물러나, 제21, 34 양 연대로써 북한군의 공격로를 나누어 맡게 된 것인바, 여기서 사단장이 제34연대를 공주 정면으로 철수토록 한 것은 장차 금강에 처한 방어선의 편성을 예상한 사전조치로 보인다.
즉, 천안을 지난 국도가 행정리에서 곧장 동남향하여 전의-조치원-대평리-대전으로 이어지고, 행정리에서 남쪽으로 갈라지는 또 하나의 도로는 광정리-공주 -논산-대전으로 연결되는 바, 따라서 금강 남안의 대평리(조치원 남쪽 14km)와 공주(대평리 서쪽 14km)가 북한군의 주 도하 지점이 될 것으로 판단한 결과 이 두 곳에서 북한군의 도하를 막기로 흉산한 것 인듯 하다.
사단장은 제25사단으로써 일단 예비임무를 수행토록 조치하고, 제19연대를 통합 지휘하여 당면한 금강 방어에 주력키로 하였는데, 제34연대로 하여금 최대한 지연효과를 거두면서 공주로 철수하여 강 남쪽에 방어진지를 점령케 하는 한편 제21연대로써 조치원을 확보하여 한국군과의 연계를 도모케 하는 가운데 제19연대를 전선에 가입시켜 대평리에 방어진지를 점령케 하기로 한 것이다.
이와 같이, 이제 사단의 전력으로써 금강선에서의 결전을 모색하려는 방침 아래 사단장은 이날 낮 중에 개별적으로 하달한 구두명령을 종합하여 21:45에 작전명령 제 3호를 하달하였으니, 그 요지는 다음과 같다.
| 작전명령 제 3호 |
| 『①사단은 어떠한 손실을 무릅쓰고라도 금강선을 고수하려 한다. ②제21연대는 조치원 정면에서 적의 공격을 조지하라. ③제34연대는 공주로 축차 철수하면서 적의 공격을 지정하라. ④제11포병대대 A 포대는 제21연대를 직접 지원하라. ⑤제63포병대대 A 포대는 제34연대를 직접 지원하라. ⑥제78전차대대 A 중대는 제21연대를 지원하라. 1개 소대로써 제34연대를 지원케 하라. ⑦사단수색중대의 전차대는 제21연대를 지원하라. ⑧제3공병대대는 제 4연대의 철수에 따른 도로차단과 금강에 가설된 모든 교량에 대한 폭파준비를 하라. 1개 중대로써 제21연대를 지원하라.』 제24사단장 윌리엄 F. 딘 |

이에 부연하여 사단장은 제21 연대장에게 강조하되, 『반드시 조치원을 확보하여야 한다. 우익의 국군 제1군단이 청주에 위치하고 있는 현 시점에서 조치원을 잃으면, 동군단의 서측배를 폭로하고 보급로를 상실케 하는 결과를 초래하게 된다. 따라서 최소한 동 군단이 청주에서 철수할 때까지 만이라도 지켜야한다. 그러나 귀 연대는 향후 4일 동안은 다른 지원을 일체 받지 못할 것이다.』라고 하였다.
그런데 이날까지, 서울을 점령한 김웅 중장이 이끄는 북한군 제1군단의 제3, 제4 양 사단은 계속 경부국도를 따라 남하중인 것으로 추단되고, 제2사단은 안성에서 진천쪽으로 동남향한 것으로 밝혀졌으나 제 6사단만은 그 위치가 불명한 상태여서, 동 사단의 동향파악이 급무였다.

## 결과 및 영향
제21연대 제3대대가 전의 전투에서 크게 패한 다음날인 7월 12일 오후에 조치원 북쪽에 홀로 남았던 동 연대 제1대대 역시 2000명으로 추산되는 북한군으로부터 동·북·서의 삼면 공격을 받게 되었다
이에 동 연대장 리처드 W. 스테픈스(Stephens) 대령은 그 대대로써 진지의 고수만을 고집할 경우, 전날 제3대대의 전철을 밟게 될것이 명약관화한 사실이라 하여 대대를 철수시키기로 결정하였다. 그리하여 그는 동대대로 하여금 조치원으로 집결하여 차량편으로 금강 남쪽의 대평리로 철수토록 조치한 다음, 12:00에 이와 같은 상황을 재 대전의 사단장에게 보고하였다.
연대장으로부터 철수 명령을 받은 대대장 스미스 중령은 북한군과의 교전으로 말미암은 손실을 줄이기 위하여 1개 중대씩 한꺼번에 진지에서 뽑도록 함으로써 그들의 추격을 끊도록 하였다. 이에 대대는 철수중 접전 없이 조치원 부근에 집결하여, 연대 CP부근에 북한군의 포탄이 작열하는 가운데 그곳을 떠나 차량으로 경부본도를 따라 금강을 건너게 되었다.
그런데 전날에 제 19연대를 대전으로 집결토록 명령한 사단장 딘 소장은 이 연대로써, 제21연대가 조치원에서 철수하는 동안에, 금강 남안의 대평리 부근에 진지를 점령키로 하였으나. 이들의 대전 집결이 늦어져 이날 제21연대가 강을 건너 넘어설 때까지도 대평리에 당도치 못하였다.
이에 하는 수 없이, 강을 건넌 제21연대가 대평리에서 재수습된 325명의 병력으로써(제1대대원 261명, 제3대대원 64명) 강 남안의 제방에 연하여 새로운 방어진지를 점령케 되었다.
한편 7월 11일에 공주로 빠진 로버트 L. 워싱톤(Robert L. Wadlington) 대리 중령 제34연대는 먼저 금강을 건넌 제3대대로써 공주 부근에 진지를 점령케 한 뒤 7월 12일 일몰무렵에 강의 남쪽에 남겨 놓았던 제1대대를 철수시키고 21:00에 강에 가로 놓인 금강교를 폭파하여 경간의 일부를 파괴함으로써 이 연대 역시 제21연대와 같은 날에 모두 금강 남쪽으로 물러서게 되었다.
그런데 7월 11일에 유구에 침입한 북한군을 크게 무찌른 바 있는 박익균 중위가 이끄는 기병중대는 7월 12일 아침 예산을 떠나 유구를 거쳐 오후에 다시 공주로 복귀하게 되었는데 22:00에 금강 북안에 이르자 이미 교량이 파괴된 다음이므로 마필의 도강이 어렵게 되었다.
이에 중대는 강의 서안을 따라 밤새 말을 달려 이튿날인 7월 13일 새벽에 부여의 대안에 이르러, 그곳에서 배를 구하여 강을 건너, 7월 14일 아침에 공주의 제34연대와 다시 합세케 되었다.
이상과 같이 사단은 7월 12일 오후에 금강 남쪽으로 철수하여 새로운 방어태세를 갖추게 되었거니와, 제21연대의 2개 대대로써 북한군 제3, 제4 2개 사단을 조치원 북쪽에서 3일 동안 지연시킨셈이 되었다.
그러나 7월 12일 조치원을 상실케 됨으로써 사단장 딘(Dean) 소장이 우려한 결과가 나타나게 되었으니, 동쪽의 청주에서 최현 소장이 이끄는 북한군 제2사단을 막고 있던 김양원 준장이 이끄는 수도 사단도 이날 청주에서 물러났다.
이리하여 북한군은 이날 밤중으로 제3사단과 제105전차사단을 대평리 정면에, 제4사단을 공주 정면에 각각 전개한 다음 금강의 도하를 노리게 되었으며, 사단은 2개 연대로써 이들 북한군 2개사단을 맞아 다시 공방을 겨루게 된다.

## 참고 자료
- South to the Naktong, North to the Yalu (1961) - U.S. Army Center of Military History
- 한국전쟁사 제2권 지연작전기 (1979) - 국방부 전사편찬위원회 보관됨 2023-04-17 - 웨이백 머신
- 6.25 전쟁사 제4권 금강-소백산맥선 지연작전 (2008) - 국방부 군사편찬연구소 보관됨 2021-06-24 - 웨이백 머신